# Бразильско-норвежские отношения
Бразильско-норвежские отношения — двусторонние дипломатические отношения между Бразилией и Норвегией. Оба государства являются членами Организации Объединённых Наций.

## История
Начиная с XIX века, норвежские мигранты начали селиться в Бразилии. В 1851 году норвежские мигранты были одними из основателей города Жоинвили в штате Санта-Катарина. В 1905 году Бразилия была одной из первых стран, признавших независимость Норвегии после разрыва Шведско-норвежской унии.
В 1967 году король Норвегии Улаф V посетил Бразилию с официальным визитом. В 1991 году президент Фернанду Коллор ди Мелу стал первым главой бразильского государства, посетившим Норвегию. Со времени первых визитов состоялись многочисленные визиты и встречи лидеров обеих стран. В последние годы контакты между правительствами, компаниями и частными лицами обеих стран активизировались, придав динамизм двусторонним отношениям. Бразилия является одним из крупнейших рынков для норвежского судоходства, Норвегия и Бразилия тесно сотрудничают по морским вопросам.
Во время лесных пожаров в тропических лесах Амазонии в 2019 году Норвегия приостановила выплаты в Фонд правительства Бразилии (механизм, созданный для защиты бразильских тропических лесов Амазонки) после резкого роста вырубки лесов. Норвегия была крупнейшим донором фонда и за последнее десятилетие выделила в него около 1,2 миллиарда долларов США. Норвежское правительство выразило обеспокоенность темпами вырубки лесов с тех пор, как президент Жаир Болсонару пришел к власти в Бразилии.

## Дипломатические миссии
- У Бразилии есть посольство в Осло.[2]
- Норвегия имеет посольство в Бразилиа и консульство в Рио-де-Жанейро.[3]